# Język giyug
Język giyug – prawie wymarły język Aborygenów z Peron Islands na Terytorium Północnym, należący do języków wagaydy.
W 2011 roku szacowano, że ok. 2 osoby posługiwały się tym językiem.